# Escala heptatónica
Una escala heptatónica o heptáfona en música es una escala o modo musical constituido por una sucesión de siete sonidos, alturas o notas diferentes dentro de una octava.

## Descripción
Se trata de una escala musical formada por siete sonidos sucesivos diferentes dentro de una octava. El típico ejemplo de escala heptatónica es la escala diatónica mayor (la que por ejemplo, si se basa en la nota do, corresponde a do–re–mi–fa–sol–la–si–do), que es el resultado de una sucesión de seis quintas (fa–do–sol–re–la–mi–si). 
Otras subtipos de escalas de 7 tonos son la escala menor natural, la escala menor melódica (ejemplo basado en do: ascendente: do–re–mi♭–fa–sol–la–si–do; descendente: do–si♭–la♭–sol–fa–mi♭–re–do); la escala menor armónica (do–re–mi♭–fa–sol–la♭–si–do); y una escala conocida también como escala magiar, bizantina, húngara, gitana o egipcia (do–re–mi♭–fa♯–sol–la♭–si–do). La teoría clásica de la música carnática del sur de la India establece setenta y dos melakarta o tipos de escalas de siete tonos; mientras que la música clásica indostaní postula doce o diez (dependiendo del teórico) tipos de escalas heptatónicas que conjuntamente reciben el nombre de thaat.

## Ejemplos

### Escala diatónica
Una escala diatónica es cualquier escala de siete notas construida secuencialmente utilizando sólo dos tipos de intervalos, que se repite en la octava, que tiene un centro tonal y que comprende sólo un intervalo de tritono entre dos notas de escala. Existen siete escalas de este tipo y se les conoce comúnmente como los modos de la escala mayor: jónico, dórico, frigio, lidio, mixolidio, eólico y locrio.

### Escala menor melódica
La escala menor melódica en la teoría tradicional clásica presenta dos formas, como se ha señalado anteriormente, una forma ascendente y una forma descendente. Aunque cada una de estas formas está compuesta por siete alturas musicales, juntas comprenden nueve alturas; lo que podría parecer que pone en entredicho la calificación de dicha escala como heptatónica. En cierta música del siglo XX, sin embargo, se hizo común utilizar la forma ascendente de manera sistemática para pasajes ascendentes y descendentes. Dicho uso ha sido atribuido en particular a las obras de Béla Bartók y para la práctica bop y post–bop de jazz. La forma tradicional descendente de la escala menor melódica es equivalente a la escala menor natural tanto en el conjunto de alturas (que es diatónico) como en el centro tonal.

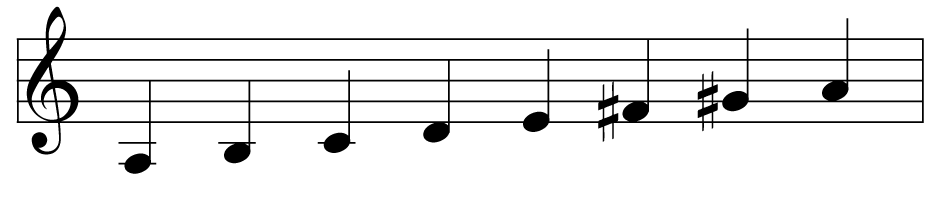
Escala menor melódica en la.

### Escala menor armónica
La escala menor armónica se llama así porque en la música tonal del período de la práctica común (desde aproximadamente 1600 hasta aproximadamente 1900), los acordes o armonías se derivan de ella más que de la escala menor natural o la menor melódica escala. La segunda aumentada entre el sexto grado y su elevado grado séptimo (el "tono principal"), tradicionalmente considerado indeseable en la progresión melódica, se evita mediante la colocación de estas alturas en diferentes voces en acordes adyacentes, como en esta progresión: fa–la♭–re, fa–sol–si, fa–la♭–do (ii°b–V7d–iv en do menor). El la bemol en la voz media no asciende a si y el si en la voz superior no desciende la bemol.

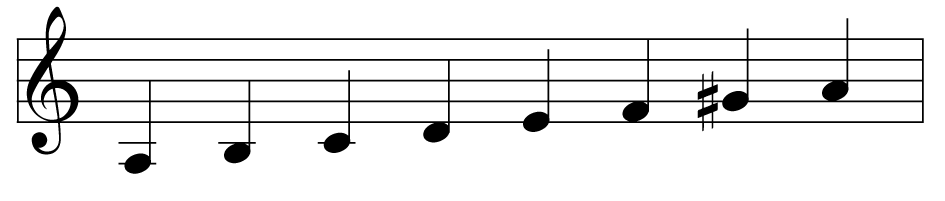
Escala menor armónica en la.

### Otras
Si el intervalo de segunda aumentada se utiliza, muchas otras escalas se hacen posibles. Entre éstas se encuentran:
- Escala magiar o gitana I–II♭–III–IV–V–VI♭–VII
- Escala magiar o húngara I–II–III♭–IV♯–V–VI♭–VII

Las escalas son simétricas con respecto a la tónica y la dominante respectivamente y a veces se utilizan los nombres indistintamente.

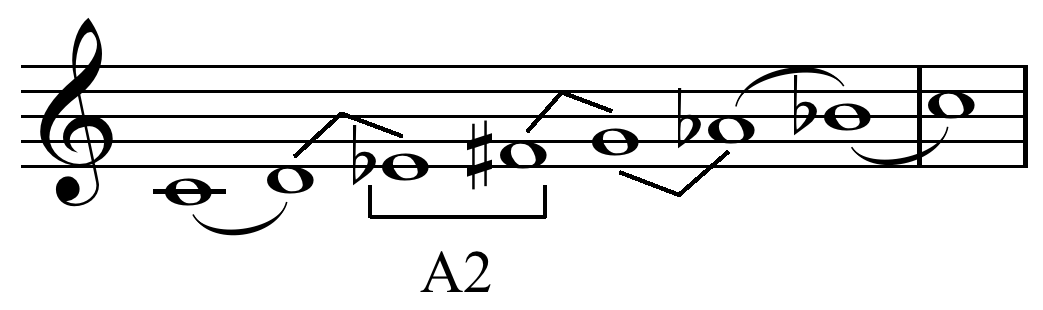
Escala magiar.

- Escala frigia mayor o dominante armónica menor: I–II♭–III–IV–V–VI♭–VII♭. Esta difiere del modo frigio en que cuenta con una tercera mayor. También se puede considerar que está construida sobre la dominante de la escala menor armónica.

Escala frigia dominante.

- Escala enigmática de Giuseppe Verdi: I–II♭–III–IV♯–V♯–VI♯–VII Por ejemplo, sol–la♭–si–do♯–re♯–mi♯–fa♯ que es similar a la Heptatonia tertia con la única diferencia en que el segundo grado en esta escala desciende un semitono.

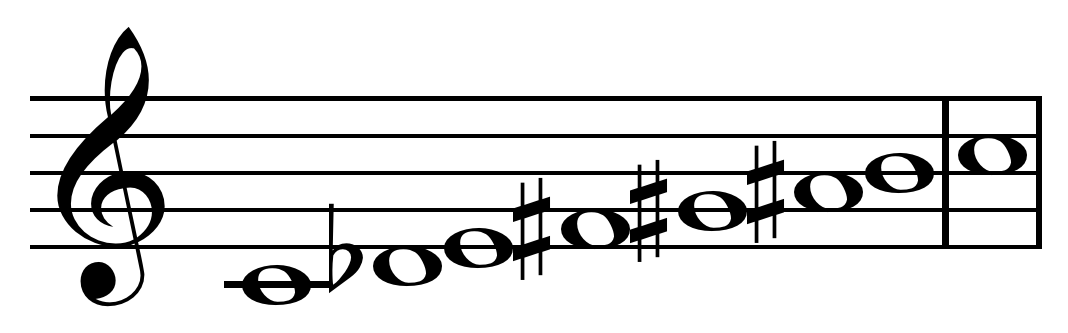
Escala enigmática en do.

#### Melakarta
El número establecido de melakarta deriva del cálculo aritmético y no de la práctica carnática, que emplea un número mucho menor de formas de escala. Los melakarta de siete tonos son considerados subconjuntos de una escala de doce tonos más o menos análoga a la escala cromática occidental. Los tonos primero y quinto de melakarta, correspondientes a los tonos cromáticos primero y séptimo, son invariables en la inflexión, y el cuarto tono de melakarta, correspondiente al tono cromático quinto o sexto, se le permite una de dos inflexiones únicamente, una posición natural (shuddah) y una elevada (tivra). Así, el número de formas posibles es igual al doble del cuadrado de la cantidad de maneras puede ser un subconjunto de dos eslabones extraídos de un conjunto de cuatro:
{\displaystyle 2\cdot \left({\frac {4!}{2!\cdot 2!}}\right)^{2}=2\cdot 6^{2}=2\cdot 36=72}

#### Thaat
La teoría heptatónica indostaní establece que el segundo, tercero, sexto y séptimo grados de las formas de escala heptatónicas (septak) también se les permite sólo dos inflexiones a cada una, en este caso una posición natural y una posición (komal) disminuida. Desde el punto de vista aritmético esto produce 25, o treinta y dos, posibilidades. No obstante, la teoría indostaní en contraposición a la teoría carnática excluye las formas de escala no utilizadas con asiduidad.

#### NotaciónGongchechina
La notación Gongche de la escala heptatónica da lugar a la escala do–re–mi–(entre fa y fa♯)–sol–la–(entre si♭y si).